# Brélès
Brélès é uma comuna francesa na região administrativa da Bretanha, no departamento Finisterra. Estende-se por uma área de 14,13 km². Em 2010 a comuna tinha 895 habitantes (densidade: 63,3 hab./km²).